# Mała Galeria

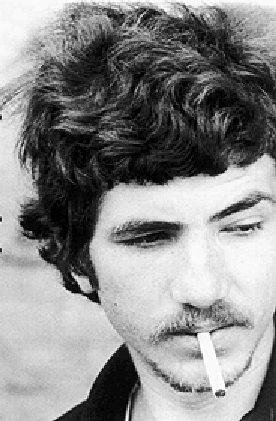
Andrzej Jórczak – założyciel i dyrektor artystyczny Małej Galerii w latach 1977–1981

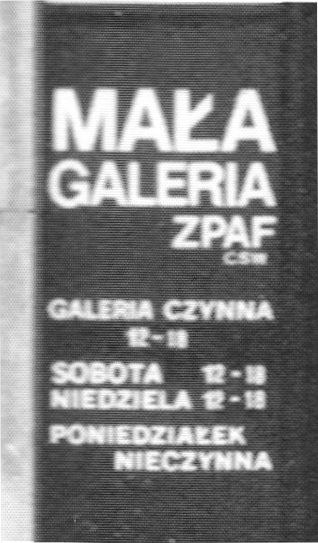
„Szyld” przy wejściu do Małej Galerii

Mała Galeria ZPAF-CSW (wcześniej Mała Galeria PSP ZPAF, Mała Galeria ZPAF) – galeria sztuki fotomedialnej, działająca przy Placu Zamkowym w Warszawie od 10 października 1977 do 20 stycznia 2006, wystawiająca fotografie, a także prezentująca wideo i performance. Od powstania w 1977 roku do roku 1981 dyrektorem artystycznym był jeden z jej twórców i założycieli Andrzej Jórczak. W latach 1983–2006 funkcję tę pełnił Marek Grygiel. W galerii pracowali jeszcze m.in. artyści-fotografowie Jacek Malicki (1987–1990), Krzysztof Wojciechowski (1990–2006).

## Historia
Początkowo była galerią podległą Pracowniom Sztuk Plastycznych (PSP) i Związkowi Polskich Artystów Fotografików (ZPAF), a od 1982 tylko ZPAF, od 1990 współprowadzona przez Centrum Sztuki Współczesnej Zamek Ujazdowski. Od tego też czasu zmieniono jej nazwę na Małą Galerię ZPAF-CSW. Jej działalność zainaugurowała wystawa Janusza Bąkowskiego pt. „Kwadrat”.
Mała Galeria wyrosła z tradycji ukształtowanych w Galerii Remont i promowała powstałe w niej idee. Większość tych, którzy eksponowali wcześniej swoje prace w Galerii Remont, później związała się z Małą Galerią. Była to grupa fotografów poszukujących, skupionych wokół Zbigniewa Dłubaka. Jej działalność mieściła się w nurcie konceptualizmu o tradycji fotomedialnej, prezentującej także wideo i performance. Program artystyczny Galerii, został ukształtowany przez Andrzeja Jórczaka i obracał się wokół mimimal artu, sztuki kontekstualnej i neokonstruktywnej. W końcu lat 70. mieli tu swe pokazy najważniejsi artyści awangardowi ówczesnej Polski, zgodnie z założeniami Jórczaka, aby nie pokazywać „...artystów uznanych i zaakceptowanych społecznie, ale tych, którzy na sztukę i kulturę chcą spojrzeć z innego niż powszechnie przyjęty porządek widzenia. Myślę, że jest to ważna sprawa bo zmusza ludzi do myślenia.”. W galerii odbywały się spotkania teoretyczno-dyskusyjne, pokazy filmów, video, odbywały się happeningi i performance; co umiejscawiało ja na pozycjach kontestatorskich wobec ówczesnego establishmentu fotograficznego, nie zainteresowanego poszukiwaniem nowych form i środków, nowej estetyki, a także refleksją teoretyczną nad rozwojem fotografii.
Lata 80. XX w., czasy „Solidarności” i stanu wojennego miały jedynie pośredni wpływ na działalność Małej Galerii. Galeria, jak wiele innych niezależnych instytucji kultury nie wystawiała od wprowadzenia stanu wojennego do kwietnia 1982, kiedy to jej nowy dyrektor zdecydował o prezentacji wystawy Edwarda Krasińskiego, która była przygotowana jeszcze w okresie działania „Solidarności”. Po otwarciu, Galeria stała się miejscem integrującym artystów, którzy nie chcieli się identyfikować ze sztuką oficjalnych, państwowych salonów lub sztuką znajdującą schronienie w galeriach i miejscach przykościelnych.
W pierwszej połowie 1989 roku, z inicjatywy Marka Grygiela powstała Rada Artystyczna Małej Galerii. W latach 90. XX w. program Galerii stał się bardziej zróżnicowany. Pokazywano klasyków neoawangardy i inscenizacji. Prezentowano zarówno debiutujących artystów jak i wybitne postacie lat 90. Galeria aktywnie współpracowała z wieloma instytucjami i galeriami europejskimi.
Od 1992 Mała Galeria nieregularnie wydawała pismo „Fototapeta”, które od 1997 ukazuje się w internecie.
W styczniu 2006 roku galeria została zlikwidowana na mocy decyzji władz Związku Polskich Artystów Fotografików o wypowiedzeniu współpracy z Centrum Sztuki Współczesnej. Spotkało się to z protestem zarówno ze strony współprowadzącego galerię CSW jak i wielu członków ZPAF oraz środowisk twórczych w kraju i za granicą.
Działalność Galerii na rzecz polskiej sztuki doczekała się opracowania w postaci dwóch prac magisterskich: Adama Mazura oraz Agnieszki Żelazko.
W miejscu dawnej Małej Galerii ZPAF-CSW znajduje się obecnie Galeria „Obok”, prowadzona przez Związek Polskich Artystów Fotografików, ale nie jest ona kontynuacją „Małej Galerii”.
We wrześniu 2007 roku, w rocznicę 30-lecia założenia galerii, w Centrum Sztuki Współczesnej otwarto wystawę „Czas Zapamiętany, Mała Galeria 1977 – 2006”, prezentującą dokonania Małej Galerii i jej znaczenie dla rozwoju sztuk wizualnych w Polsce. Do tej wystawy wydano obszerny katalog zawierający teksty poświęcone działalności Galerii

## Wystawy
W ciągu niemal trzydziestu lat istnienia Małej Galerii zostało zorganizowanych 355 wystaw; były to w większości wystawy premierowe. W wystawach uczestniczyło blisko 300 twórców, w tym około 50 z zagranicy. Prezentowani byli artyści tak różni jak: Janusz Bałdyga, Anna Beata Bohdziewicz, Richard Boulez, Andrzej Brzeziński, Wojciech Bruszewski, Zbigniew Dłubak, Jan Dobkowski, Agnes Eperjesi, Teresa Gierzyńska, Maurycy Gomulicki, Edward Hartwig, Mariusz Hermanowicz, Marek Janiak, Tomasz Waldemar Jama, Andrzej Jórczak, Kostas Kiritsis, Ir Kulik, Tomasz Konart, Erika Kiffl, Paweł Kowalewski, Grzegorz Kowalski, Edward Krasiński, Georgia Krawiec, Jacek Kryszkowski, Zofia Kulik, Konrad J. Kuzyszyn, Paweł Kwiek, Natalia Lach-Lachowicz (Natalia LL), Andrzej Lachowicz, Jerzy Lewczyński, Antoni Mikołajczyk, Wiktor Nowotka, Ewa Partum, Zygmunt Piotrowski, Wojciech Prażmowski, Krzysztof Pruszkowski, Józef Robakowski, Zygmunt Rytka, Jerzy Sadowski, Tomasz Sikora, Barbara Sokołowska, Janusz Szczucki, Jan Świdziński, Zbigniew Tomaszczuk, Tomasz Tuszko, Mariusz Wieczorkowski, Wojciech Wilczyk, Krzysztof Wojciechowski, Stefan Wojnecki, Stanisław J. Woś i Tibor Varnagy.
Dorobek Małej Galerii prezentowany był w ramach licznych sympozjów w kraju i za granicą, m.in. podczas Gorzowskich Konfrontacji Fotograficznych (kilkukrotnie od 1979), w Budapeszcie, podczas Miesiąca Fotografii w Bratysławie, na festiwalach Fotofeis w Szkocji, Fotofest w Houston, w Tuluzie we Francji, w Berlinie. Mała Galeria zrealizowała również kilkanaście znaczących wystaw fotografii polskiej m.in. w Niemczech, na Węgrzech, w USA (Nowy Jork), we Francji (Toulon, Tuluza), na Litwie (Wilno, Szawle), na Słowacji (Bratysława, Poprad), w Wielkiej Brytanii (Brighton), w Finlandii i w Estonii.